# Императрица Ки
„Императрица Ки“ (на корейски: 기황후; на английски: Empress Ki) е южнокорейски сериал, който се излъчва от 28 октомври 2013 г. до 29 април 2014 г. по MBC.
Сериалът получава наградата „Златна птица“ на 9-ите международни награди за драма в Сеул.

## Сюжет
Поредицата се върти около Ки Сънг Нянг, жена, родена в Корьо, която придобива власт въпреки класовите ограниченията на епохата. Първоначално годеница на Уанг Ю, краля на Корьо, тя насила е отведена в двора на Юан. По-късно се омъжва за Тогон Темур, император на монголската империя и става императрица на династията Юан, въпреки че все още има чувства към първата си любов, Уанг Ю. Лейди Ки успява да спечели дълбоката любов на императора и да окаже силно влияние върху политиката на династия Юан.

## Актьори
- Ха Джи Уон – Ки Сънг Нянг / Ки Нянг, бъдещата Императрица Ки
- Чу Джин Мо – Уанг Ю, краля на Корьо – първата любов и годеник на Ки Сънг Нянг
- Чи Чанг-ук – Тогон Темур / Та Хуан – последният император на Юанската династия
- Пек Джин Хи – Танашири, дъщеря на Йон Чул
- Ким Со Хьонг – Императрица Доуагер, лелята на Та Хуан
- Им Джу Ън – Баян Куту
- Чон Се Хьон – Лейди О
- Пак Ха На – Лейди Бу
- Чон Гук Хуан – Йон Чул
- Ча До Джин – Тап Ча Хе
- Джин И Хан – Тал Тал

## В България
В България сериалът започна на 3 август 2026 г. по bTV Story. Ролите се озвучават Ася Братанова, Ася Рачева, Мими Йорданова, Иван Велчев, Росен Русев и Александър Воронов. Дублажът е на „Саунд Сити Студио“.